# Door Boerewaard
Isidore (Door) Boerewaard (Appels bij Dendermonde, 30 juni 1893 - Knokke, 1 augustus 1972) was een Belgisch kunstschilder. 

## Levensloop
Hij was een zoon van de schilder Camille Boerewaart (deze familienaam is de historisch correcte schrijfwijze, maar acht kinderen schreven hun naam als Boerewaard).
Hij kreeg een opleiding van diamantslijper in Antwerpen. Hij studeerde vanaf 1914 aan de Academie van Dendermonde bij Ferdinand Willaert en aan de Brusselse Academie bij Guillaume Van Strydonck. Zijn werk stond aanvankelijk in het teken van de Dendermondse School van 'grijsschilders'. Onder invloed van Wies Moens en Constant Permeke ging hij meer expressionistisch werken. Dat was ca. 1927. Later ging hij weer wat "milder", minder vooruitstrevend schilderen.
Hij schilderde polderlandschappen, marines en bloemstukken.
In 1929 ging hij deeltijds in Knokke wonen, later definitief. Het adres was Zeedijk 231.
Van 1944 tot 1946 was hij geïnterneerd in interneringskampen in Lokeren, Brugge en Sint-Kruis. Tijdens zijn verblijf aldaar maakte hij tal van tekeningen van het kampleven.
Boerewaard is grootoom van viroloog Marc Van Ranst.

## Tentoonstellingen
- 1937, Gent, Salon 1937: Marine

## Musea
- Antwerpen
- Brussel
- Belgische Staat
- Dendermonde
- Verz. ADVN
- New York, V.N. gebouw